# Wolfe Tones
I Wolfe Tones sono un gruppo musicale irlandese, molto legato alla musica tradizionale irlandese e in particolare al repertorio delle rebel songs repubblicane.

## Nome
Il nome del gruppo è un omaggio a Theobald Wolfe Tone (1763-1798), ribelle e patriota irlandese, figura di spicco nella ribellione irlandese del 1798, ma allude anche al "Wolf Tone" ("la nota del lupo"), la vibrazione spuria tipica degli strumenti ad arco così chiamata per una sua vaga simiglianza con l'ululato.

## Storia
Le origini del gruppo risalgono all'agosto 1963, quando tre ragazzi del quartiere dublinese di Inchicore, Brian Warfield (voce, banjo), suo fratello Derek (voce, mandolino) e Noel Nagle (flauto, uillean pipes, voce), cominciarono a suonare insieme. L'anno successivo si aggiunse Tommy Byrne (voce, chitarra), che incontrarono in occasione di un festival all'aperto ad Elphin, Contea di Rosscommon nel 1964.
Nel 1966 il loro singolo James Connolly fu bandito dalle radio perché ritenuto troppo accesamente repubblicano, ma nello stesso anno, durante la prima tournée negli Stati Uniti, ricevettero le chiavi della città di Los Angeles come onorificenza. Nel 1973 The Helicopter Song, che esaltava la fuga di alcuni prigionieri irlandesi dal carcere di Mountjoy, raggiunse la posizione n. 1 in classifica. Altri successi furono: Irish Eyes (1983), scritta da Brian Warfield per sua madre Kathleen, morta di cancro l'anno precedente; My Heart is in Ireland (1985), sull'emigrazione degli irlandesi a Londra, che divenne la hit n. 2 per la band; Celtic Symphony (1987) per il centenario del Celtic Football Club.
Nel 2001 Derek Warfield uscì dalla band; da allora i Wolfe Tones continuarono a suonare con una band a tre (Brian Warfield, Noel Nagle & Tommy Byrne). Nel 2002, dopo una campagna via e-mail orchestrata dai fan, la loro interpretazione di A Nation Once Again di Thomas Osborne Davis, è stata votata la canzone numero uno di tutti i tempi a seguito di un sondaggio della BBC World Service.
Martedì 8 gennaio 2013 Brian Warfield annunciò, tramite la newsletter, che il gruppo aveva deciso di comune accordo di ritirarsi al termine del cinquantesimo anniversario (novembre 2014), ma che sarebbe rimasto comunque disponibile per eventi speciali.